# Hossein Amanat
Hossein Amanat  (en persan : حسین امانت), né en Iran en 1942, est un architecte Irano-canadien de confession baha'ie.
Diplômé de l'université de Téhéran, il a, entre autres, dessiné trois bâtiments baha'is à Haïfa, une maison d'adoration baha'ie à Samoa ainsi que la Tour Azadi à Téhéran. Il est également l'auteur du projet initial des bâtiments de l'Université Sharif de technologie.

## Réalisations

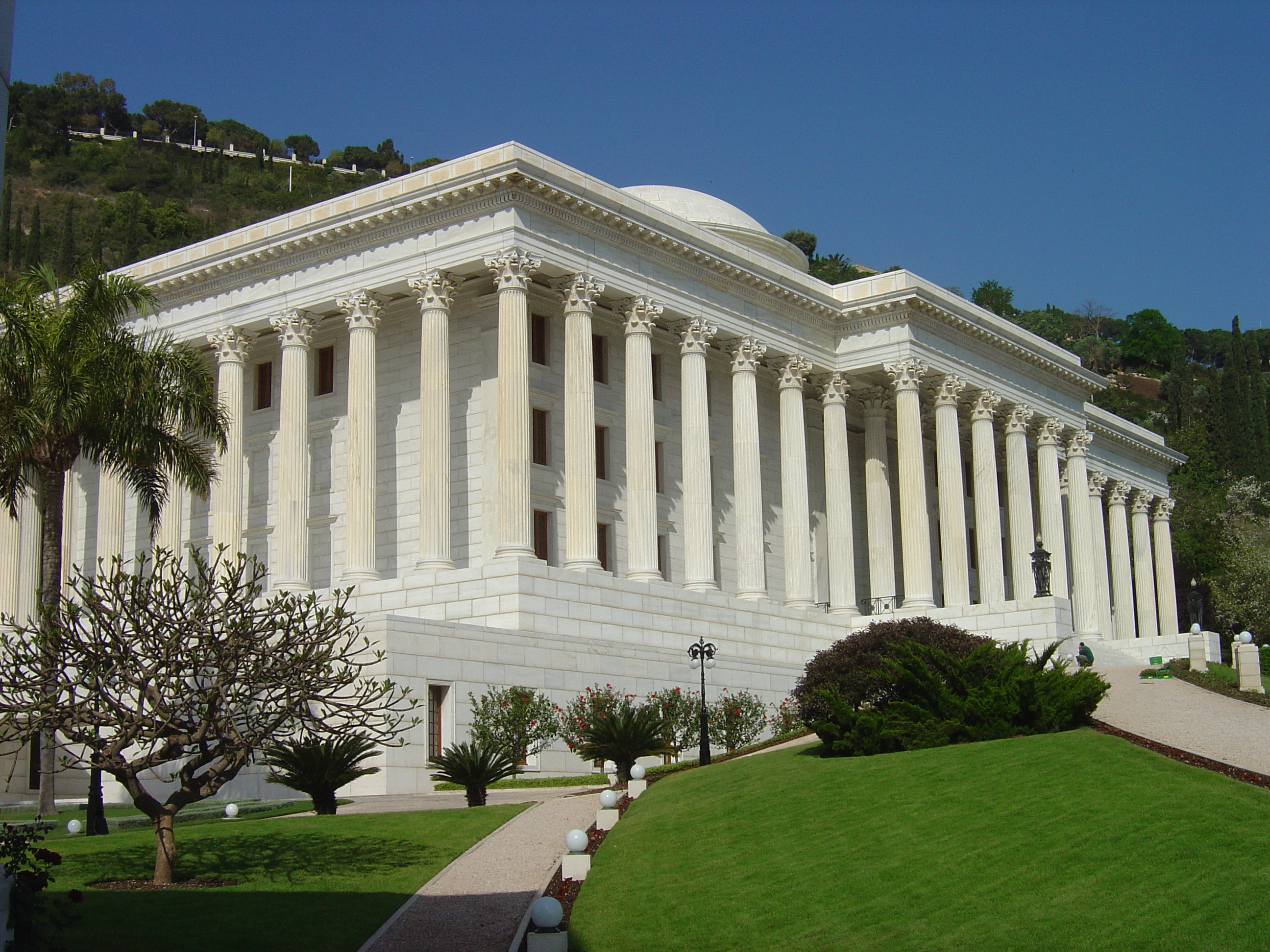
Siège de la Maison universelle de justice
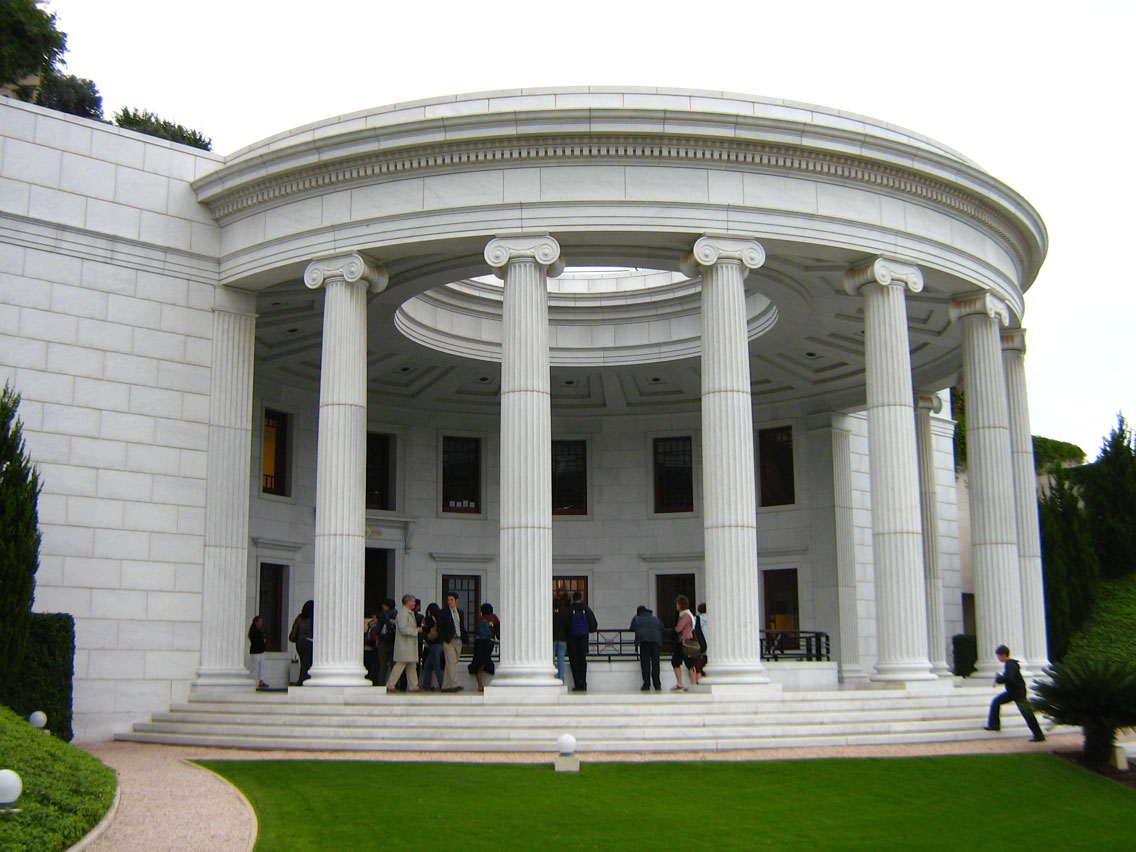
Centre d'études des textes sacrés
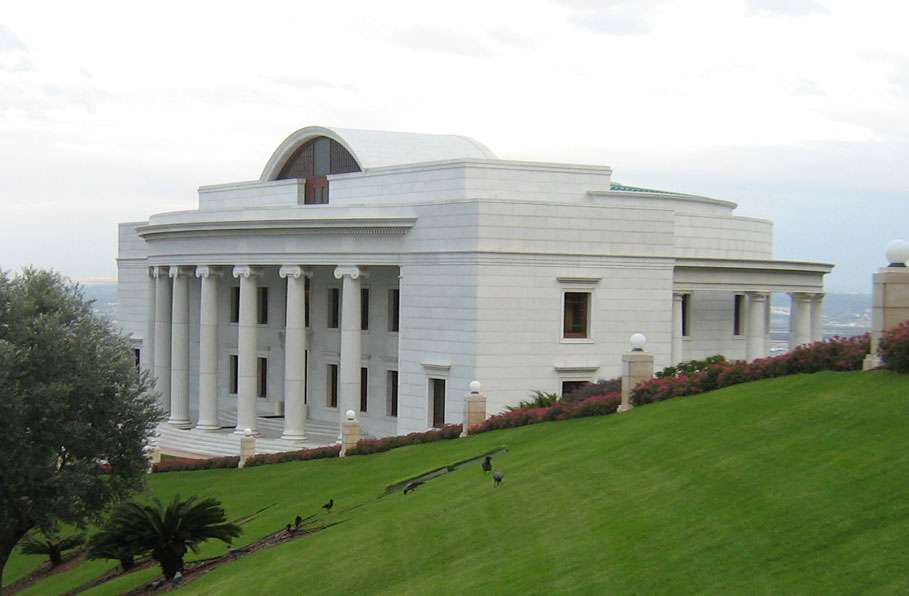
Centre d'enseignement international